# Lost Bridge Village
Lost Bridge Village est une census-designated place du comté de Benton, dans l’État américain de l'Arkansas.